# André Pironneau
 (juillet 2025).
André Pironneau (1879-1948) est un journaliste français, soutien précoce du Général de Gaulle dans l'entre-deux-guerres. 

## Biographie
André Pironneau est né le 17 septembre 1879 à Auch, il est le fils de Armand Louis Auguste Pironneau (1844-1916), magistrat, et de Micheline Marie Claire Dussercle (1843-1886).
Après des études d'histoire, il devient journaliste parlementaire à La République française, fondée par Gambetta et dirigée alors par l'entourage de Jules Méline. 
Pendant la Grande Guerre, il est sous-lieutenant et entre, sur l'initiative du général de Castelnau, à la section de l'information du Grand Quartier général. Il y rencontre Henry Simond directeur de L'Echo de Paris. Il est fait chevalier de la Légion d'Honneur en 1917, officier en 1931.
Après guerre, il reste très proche des milieux catholiques patriotes ralliés à la République : général de Castelnau, Henry Simond, Henri de Kérillis.
Secrétaire général de L'Écho de Paris, bénéficiant d'un important réseau politique, culturel et mondain, il fait la connaissance dans les années 20 de Charles de Gaulle. A partir de 1933 et jusqu'en 1937, il publie deux séries de quinze puis quarante articles dans L'Echo de Paris, 1re série rédigée par lui-même, 2e série par De Gaulle, mais paraissant sous sa signature pour préserver l'obligation de réserve du soldat, et consacrées à la réorganisation de l'armée selon De Gaulle.  
Dans ses Mémoires de guerre, De Gaulle écrira : "Je fis, d'abord, alliance avec André Pironneau, rédacteur en chef de L'Echo de Paris, puis directeur de L'Epoque. Il [...] publia quarante articles." 
Marié à partir de 1919 à Thérèse Huvé, descendante des architectes Jean-Jacques Huvé et Jean-Jacques-Marie Huvé, le couple n'eut pas d'enfant. Il meurt le 1er décembre 1948, à Paris. 